# Trận Warburg
Trận Warburg diễn ra vào ngày 31 tháng 7 năm 1760 là một phần của Chiến tranh Bảy năm. Trận chiến là một mốc chiến thắng của Hanover và Anh chống lại người Pháp. Tướng John Manners, Hầu tước Granby đã dẫn đầu đội kỵ binh Anh xung phong tấn công quân Pháp, bản thân thì bị mất đi chiếc mũ cùng với bộ tóc giả mà ông đội trên đầu. Người Pháp có 1.500 binh sĩ thương vong hoặc mất tích; khoảng 2.000 lính khác bị bắt làm tù binh và bị mất 10 khẩu pháo.
Có mặt trong đội hình tiên phong của Anh là từ trái sang phải lần lượt là các trung đoàn Khinh kị binh Cận vệ (Dragoon guards) số 2 (the Queen's Bays) và số 3 của Lữ đoàn Cận vệ Hoàng gia số 1 (the Blues) cùng với trung đoàn kị binh số 6 và số 7 ở một lữ đoàn khác ngay bên; sau họ là các là các Trung đoàn Kị binh Scotland (the Greys) cùng với các trung đoàn khinh kị binh Inniskilling số 6, trung đoàn khinh kị binh số 10 và số 11.